# Aprendizaje conectado
El aprendizaje conectado es un tipo de aprendizaje que integra el interés personal, las relaciones con los compañeros y los logros en áreas académicas, cívicos o de la carrera correspondiente. Además, el aprendizaje conectado es un enfoque para la reforma educativa centrado en la abundancia de la información y la conexión social provocada por los medios de comunicación en red y digitales. Los defensores del aprendizaje conectado postulan que este enfoque aprovecha los nuevos medios de comunicación para ampliar el acceso a oportunidades y a experiencias de aprendizaje significativas. El modelo de aprendizaje conectado sugiere que la juventud aprende más cuando: ellos están interesados en lo que están aprendiendo; junto a sus compañeros y mentores comparten estos intereses; y su aprendizaje se dirige hacia la oportunidad y reconocimiento. Según los defensores del aprendizaje conectado, el apoyo social al aprendizaje, las conexiones a múltiples sitios de interés y las actividades de aprendizaje guiado conducen los resultados del aprendizaje individual. Estos resultados individuales también conducen a resultados colectivos mediante la construcción del conocimiento, la capacidad y la experiencia en diversas comunidades. Ambientes que apoyan el aprendizaje conectado se caracterizan generalmente por tener un propósito común, un enfoque en la producción y las infraestructuras de red abierta.

## Historia
El aprendizaje conectado ha sido un término utilizado en la investigación desde principios de 1990. Los usos originales tenían que ver con el concepto de complicidad conectada, que hizo hincapié en la importancia del contexto en el desarrollo del conocimiento para las mujeres. Muchos artículos de este tiempo utilizaron el término conectado relacionado con el aprendizaje, en referencia a la práctica de la educación, como el trabajo de campo o prácticas ligadas al concepto de aprendizaje en su contexto. La primera investigación que utilizó el término conectado asociado al aprendizaje también refirió al tema común de la sociabilidad, siendo importante para los resultados de aprendizaje. A partir de 2000, el término aprendizaje conectado comenzó a ser utilizado en publicaciones de investigación de diversas maneras para referirse al aprendizaje proyectado en la información en red, social. Cronwell y Cronwell crearon el primer "marco y un conjunto organizador de principios para orientar la investigación y el desarrollo de la educación," (Pág. 17). Esta investigación fue apoyada por el Centro de Investigación de Internet. Este marco de aprendizaje conectado se basa en el siguiente conjunto de principios:
- El proceso de educación debe estar centrado en el alumno.
- Evaluación - diagnóstica, formativa, sumativa - debe ser mejorada y totalmente integrada en el proceso de aprendizaje y enseñanza.
- Estándares académicos nacionales y estatales se deben cumplir o superar.
- "Vacíos" de rendimiento académico "étnicos" es necesario examinarlos y eliminarlos.
- El aprendizaje debe ser más activo.
- La formación de los comportamientos de aprendizaje permanente debe ser facilitada.
- La reforma educativa tiene que ser guiada por empirismo.
- Bien diseñada, la reforma educativa habilitada por la tecnología será automejorada, autorreformadora y autodocumentada.
- La enseñanza y el contenido de aprendizaje deben ser de la más alta calidad posible, actual y relevante.
- Las metodologías pedagógicas probadas y las mejores investigaciones de todo tipo con incidencia en el aprendizaje y la enseñanza deben integrarse en la educación.
- Las necesidades de todas las partes interesadas (estudiantes, profesores, padres, administración, gobierno, negocios, etc.) deben ser atendidas.
- La reforma también debe abordar la necesidad de mejorar la formación y el logro de los objetivos de formación profesional de los estudiantes.
- Cuando existan normas mínimas, el objetivo debe ser el dominio casi universal en lugar de una distribución estándar de logro (pp. 19)[2]

Esta idea del aprendizaje conectado se supone que es una alternativa a la tradicional instrucción dentro de la escuela. Se engloba en este marco de aprendizaje conectado al trabajo en progreso en el que se necesita más investigación para apoyarlo. Sin embargo, no mucha investigación se ha logrado en este marco.

## Ejemplos
Ejemplos de entornos de aprendizaje que se integran entre pares, el interés y las actividades académicas que incluyen programas que están vinculados al reconocimiento dentro de la escuela, ciertas artes y programas de aprendizaje cívicos y programas académicos de interés, tales como las matemáticas, el ajedrez o las competiciones de robótica. Estos ambientes de aprendizaje conectados encarnan los valores de equidad, pertenencia social y de participación. Incluyen un propósito común, un enfoque en la producción y las infraestructuras de red abierta. Incluyen los principios del aprendizaje conectado:
- YOUmedia
- Alianza de Harry Potter
- Búsqueda para Aprender
- LRNG Archivado el 17 de julio de 2017 en Wayback Machine.

## Recepción
El aprendizaje conectado desde su desarrollo ha sido bien recibido por la comunidad de la educación global. Educadores y legisladores han expresado su preocupación con respecto al nuevo modelo de aprendizaje distribuido por grupos tanto teórico como práctico, que incluye:
- El aprendizaje conectado es "una nueva palabra de moda para la mercantilización de la educación."[13]
- El aprendizaje conectado está desprovisto de pensamiento crítico ya que se basa en "una fórmula para que los estudiantes puedan conseguir lo que ya quieren encontrar..... [en lugar de] la ampliación de horizontes, para descubrir lo que no se sabe."
- El modelo no da ninguna mención de la clave K-12 de los educadores que han estado empujando para tipos similares de aprendizaje en red / conectado durante la última década.
- El aumento de carga de trabajo para los que apoyan a los estudiantes es también una preocupación.

CLRN silla de la red Mimi Ito respondió a las críticas señalando que, "los principios de aprendizaje conectados se desarrollaron con una gama muy diversa los profesionales en el K-12 y otras instituciones de aprendizaje como museos y bibliotecas, así como las personas que trabajan en la cultura popular / media , los investigadores de la tecnología, y de la universidad. Así, mientras que la red de investigación espera proporcionar un componente de investigación para alimentar el esfuerzo de aprendizaje conectado, somos la fuerza impulsora detrás de este esfuerzo más amplio.”